# Sergio Zorzi
Sergio Zorzi (Treviso, 21 aprile 1964) è un ex rugbista a 15 e allenatore di rugby a 15 italiano, in carriera attivo nel ruolo di tre quarti centro di Tarvisium e Benetton; divenuto allenatore, lavora presso un'accademia di rugby dal nome AKKADEMIA SZ13..

## Biografia
Proveniente dalla provincia trevigiana, Zorzi mosse i primi passi rugbistici nel Tarvisium, squadra storicamente fucina di giocatori internazionali per i grandi club quali per esempio i fratelli Francescato (Rino, Nello e Ivan) e Gianni Zanon.
Da lì, come altri giocatori passati per tale club, il passo al Benetton fu breve; nel club biancoverde Zorzi si mise in evidenza fino ad arrivare alla convocazione in Nazionale.
Esordiente il 7 dicembre 1985 in Coppa FIRA contro la Romania, Zorzi prese parte anche alla Coppa del Mondo di rugby 1987 in Australia e Nuova Zelanda, pur senza mai essere schierato nel corso della competizione (causa infortunio); la sua ultima partita in maglia azzurra, nel 1992, fu, di nuovo, contro la Romania. Collezionando in totale sette presenze con la maglia azzurra.
Da allenatore ha guidato il Mirano Rugby, il Rugby Mogliano, il Silea Rugby (con conseguente promozione in serie A). Dal 2006 al 2010 ha guidato sia la Nazionale italiana Under-18 che la squadra giovanile Under-19 del Benetton Treviso. Ha vinto uno scudetto Under 21 con la Benetton Rugby,uno scudetto con la Benetton senior come Skill Coach. È stato per due anni Direttore Tecnico del San Donà Rugby, Skills Coach del Benetton Senior (2008) ed attualmente ricopre il ruolo di Direttore Tecnico di Akkademia SZ13..

## Palmarès

### Giocatore
- Campionati italiani: 4

- Treviso: 1988-89, 1991-92 1984-85, 1986-87